# Sporothrix
Sporothrix — рід грибів родини Ophiostomataceae. Назва вперше опублікована 1900 року.